# Paul Jean Barras
Paul François Jean Nicolas, vicomte de Barras (30 juni 1755 – 29 januar 1829) var en fransk politiker, leder af Direktoriet og i den egenskab Frankrigs regeringschef fra 1795 til 1799.
Han blev væltet af Napoleon Bonaparte ved statskuppet af 18. Brumaire (9. november 1799).
1. ↑  Navnet er anført på engelsk og stammer fra Wikidata hvor navnet endnu ikke findes på dansk.